# 오성주
오성주(吳聖柱, Seongju Oh, 1964년 12월 10일~)는 부산 출생의 독일 거주 대한민국의 성악가(테너)이자 작곡 · 작사가, 지휘자이다. 1998년부터 베를린 방송교향합창단(Rundfunkchor Berlin)에서 종신 단원으로 재직 중이다. 중학교 3학년 때인 1980년도에 작사 작곡 한 성가곡 '내 주의 은혜 강가로'가 잘 알려져 있다. 지금까지 칸타타와 성가곡, 가곡 등 약 500여편을 작곡하였으며 베를린 필하모니 홀에서 정기적으로 연주회를 개최하고 있다. 베를린 방송합창단 객원지휘, 독일교회 Evangelische Landeskirche 지휘자, 오르간 연주자, 교회음악 세미나 강사로 활동하고 있다. 2023년 10월 부터 2년간의 안식년을 맞아 한국에서 작곡연주 활동을 이어가고 있으며 고신대학교 외래교수로서 합창지휘와 [예배와 음악] 강의를 맡고 있다.

## 약력
오성주는 한국 부산대학교 예술대학 성악과 재학 중 1990년 1월에 독일로 유학, 트로싱엔 국립음대(Staatlichen Hochschule für Musik Trossingen)에서 요셉 진츠(Josef Sinz ) 교수에게 성악을 배웠다. 1994년 학위 디플롬을 받고 1997년까지 성악 대학원 과정(Künstlerische Ausbildung)을 수료했으며, 동 기간 만프레드 슈라이어(Manfred Schreier) 교수에게 합창 지휘를 배웠다. 재학 중 독일을 비롯한 유럽과 미국, 캐나다 등지에서 오라토리오, 칸타타와 미사곡을 연주하는 테너 솔리스트로서 활약하였다.  학업을 마친 후 그는 독일 뮌헨에 위치한 바이에른 방송교향합창단(Chor des Bayerischen Rundfunks)에서 부단원으로 1년 간 재직했다. 1998년부터 현재까지 베를린 방송교향합창단 Rundfunkchor Berlin의 1. 테너로 활동 중이다.
2001년 코리안 보칼 앙상블 지휘자를 비롯, 2010년 칸투스 그루네발트(Cantus Grunewald), 2012년 베를린 음악아카데미(Musikakademie Berlin)의 창설자 · 지휘자로 연주 활동을 하며 제자를 양성하고 있다. KOSTE 유럽 유학생수련회 강사를 역임하였으며 서정시인 이기도 한 그는 2019년부터는 CTS기독교TV 세계선교보고(世界宣敎寶庫)에 정기적으로 칼럼을 기고하고 있다. 

## 작곡 작품 목록(일부)
오성주의 작곡 작품들은 베를린 방송교향합창단 및 여러 합창단과 기악 연주자들을 통해 베를린 필하모니 등에서 초연되었다.
- 〈내 주의 은혜 강가로〉 (1980)
- 〈사월〉 (April) (1989)
- 〈산그늘〉 (Bergschatten) (1997)
- 〈글로리아 파라디지〉 (Gloria Paradadisi Kantate für Solostimmen, 3 Chöre und Orgel) (2004)
- 〈노숙자 칸타타〉 (Obdachlosen-Kantate für Solostimmen, Viola, Flöte, Akkordeon, Klavier und gemischten Chor) (2006) Mitglieder des Rundfunkchor Berlin und des RIAS Kammerchor
- 〈성탄절 칸타타 사람이 되셨네〉 (Weihnachtskantate für Sopran, gemischten Chor und Orgel) (초연 2015 새문안교회)
- 〈추수감사절 칸타타 온갖 귀한 선물〉 (Kantate zum Erntedankfest für Tenor, gemischten Chor und Orgel) (초연 2016 새문안교회)
- 〈수난절 칸타타 험한 십자가 붙들겠네〉 (Passionskantate für Bartiton, gemischten Chor und Orgel) (초연 2017 새문안교회)
- Weihnachtslied Hanbamsunge Yangzinun 〈한밤중에 양치는 목자〉 (2017) MDR-Rundfunkchor, MDR Klassik  CD Weihnachtslieder aus Deutschland und aller Welt
- 〈부활절 칸타타 예수, 오 놀라운 이름〉 (Osterkantate für Bariton, gemischten Chor und Orgel) (초연 2018 새문안교회)
- 〈영원한 빛〉 (Lux Aeterna für Mezzosopran, Bariton und Klavier) (2018) 베를린 필하모니(Philharmonie Berlin) 초연
- 애가 (哀歌) 〈너는 하늘에〉 Klagelied '(Nun bist du im Himmel)' (2020) 올덴부르크 국립극장(Oldenburgisches Staatstheater) 초연

## 음반 목록(일부)
- Antonín Dvořák: Messe D-Dur mit dem Südbadischen Kammerchor und dem Kammerchor Achern
- Wolfgang Amadeus Mozart: Requiem mit dem Rundfunkchor Berlin
- Seongju Oh Weihnachtslied Hanbamsunge Yangzinun 한밤중에 양치는 목자 CD Weihnachtslieder aus Deutschland und aller Welt. 라이프치히 방송합창단 MDR Klassik MDR-Rundfunkchor